# Salvador Salguero
Rafael Salvador Salguero (10 agosto 1951) è un ex calciatore peruviano.